# Casa Alemany
La Casa Alemany és una obra modernista de Barcelona protegida com a Bé Cultural d'Interès Local.

## Descripció
La Casa Alemany està ubicada al districte de Sarrià-Sant Gervasi de Barcelona, localitzada en una illa triangular delimitada pels carrers General Vives, Martorell i Peña, i d'Anglí. Es tracta d'un edifici projectat com a residència unifamiliar per l'arquitecte Joan Rubió i Bellver i construïda entre 1900 i 1901.
Aquesta construcció s'aixeca en una parcel·la regular, i es configura com un edifici aïllat de planta quadrada envoltat de jardí. Consta de planta baixa i dos plantes pis amb coberta de quatre vents.
Pel que fa a les façanes, aquesta casa es caracteritza per la utilització de diferents tractaments. La major part està revestida amb un paredat comú de pedres irregulars que contrasta amb el maó vist de la planta superior, íntegrament realitzada amb maó, i de l'emmarcament de les obertures arquitectòniques, també obrat amb maó, amb elements decoratius motllurats. Cal destacar la solució de les obertures, amb un complex joc de formes cúbiques de ceràmica lluent, element de llunyana inspiració arabitzant que no desdiu del caràcter netament modernista del conjunt.
La façana principal de la casa, que dona al carrer General Vives estructures les seves obertures de forma regular. Es configura amb un cos central lleugerament avançat respecte als laterals. A la planta baixa es realitza l'accés a l'edifici per una porta situada al costa dret. A la noble primera planta hi ha dos terrasses als costats i un balcó amb voladís al tram central. La balustrada de maó dels balcons, decorada amb rajola ceràmica vidriada, es correguda, donant un aspecte d'unitat. La segona planta, que Rubió i Bellver va obrar completament amb maons, presenta a tots els costats de la casa allargades obertures rectangulars, separades per pilastres rematades en mènsules que integren el ràfec de la coberta inclinada en una estructura original.

## Història
A causa de les obres de construcció de la Ronda de Dalt, que afectaren una part del seu jardí, aquest fou reformat i la tanca d'obra refeta més a prop de l'edificació.